# Bugs Bunny

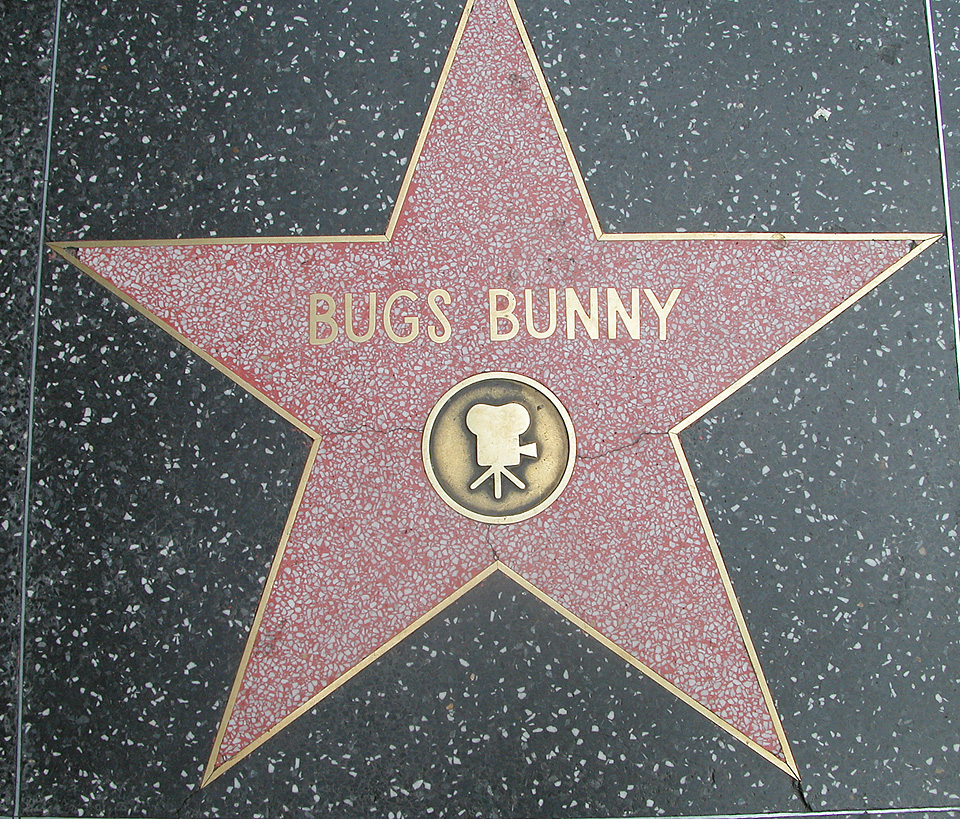
Hvězda Bugse Bunnyho

Bugs Bunny je kreslená postavička ze seriálů Looney Tunes a Merrie Melodies, jejíž autorská práva vlastní společnost Warner Bros.
Jedná se o jednu z nejznámějších postaviček, má dokonce hvězdu na Hollywoodském chodníku slávy. Známá je jeho věta: Co je doktore? Poprvé se objevil v krátkém snímku A Wild Hare v roce 1940. Tvoří dvojici s kačerem Daffym. Jeho největším nepřítelem je Elmer Fudd, lovec, který se specializuje na králíky a kachny. Proti Bugsovi ale nemá šanci, protože ten mu většinou udělá uzel na pušce nebo ho nějak podvede. Někdy se objevuje také vedle prasátka Porkyho. Jeho přítelkyní je Lola Bunny.
Kromě spousty komiksů a animovaných filmů se Bugs a jeho přátelé objevují ve dvou hraných filmech: Space Jam a Looney Tunes: Zpět v akci. Postavu 49 let daboval Mel Blanc a později se na postavě vystřídala řada dabérů.